# Daniel Mantilla
Daniel Andrés Mantilla Ossa (ur. 25 grudnia 1996 w Bucaramandze) – kolumbijski piłkarz występujący na pozycji skrzydłowego, od 2024 roku zawodnik Atlético Nacional.